# Rodenberg (Berg)
Der Rodenberg, im Ortsdialekt Rodebärg, ist ein bewaldeter Hügel in den Gemeinden Basadingen-Schlattingen, Diessenhofen und Wagenhausen im Kanton Thurgau in der Schweiz. Der Berg ist 589 m ü. M. hoch und besteht aus Sandstein. Der Rodenberg deckt eine Fläche von rund 4 Quadratkilometern ab und wird im Norden durch den Hochrhein und im Süden durch das Etzwiler Riet und dem Stammertal begrenzt.

## Nutzung
Der Südhang des Rodenberges wird mittels Weinbau landwirtschaftlich genutzt, der Rest des Berges ist bewaldet. Weiter gilt der Rodenberg als Naherholungsziel. Auf Schlattinger Gebiet, 500 m vom Dorf entfernt, befindet sich das Blauseeli. Dieser kleine Weiher ist gut mit Wanderwegen erschlossen und bietet Grillmöglichkeiten.
Früher wurde der Rodenberg am Nordhang, unweit des Restaurants Schupfen, für den Sandsteinabbau benutzt. Der Stollen liegt zwar etwas versteckt, ist jedoch immer noch auffindbar.

## Trivia
In Schlattingen wurde die Turnhalle Rodebärghalle nach dem Hausberg des Dorfes benannt.